# ترور جکسون (بازیگر)
تِـرِوِر جکسون (انگلیسی: Trevor Jackson؛ زادهٔ ۳۰ اوت ۱۹۹۶) بازیگر اهل ایالات متحده آمریکا است. وی از سال ۲۰۰۶ میلادی تاکنون مشغول فعالیت بوده‌است.